# Molophilus (Molophilus) taurus
Molophilus (Molophilus) taurus is een tweevleugelige uit de familie steltmuggen (Limoniidae). De soort komt voor in het Neotropisch gebied.